# Quaerendo
Quaerendo (également écrit Quærendo), est une revue universitaire trimestrielle à comité de lecture consacrée aux manuscrits et aux livres imprimés en Europe, avec une attention particulière pour les Pays-Bas. Créée en 1971, elle couvre la codicologie, la paléographie et divers aspects de l'histoire du livre de 1500 à nos jours. En plus des articles complets, chaque numéro contient une section dédiée à l'annonce de nouvelles découvertes, de publications et d'événements récents. La rédactrice en chef est Lisa Kuitert (université d'Amsterdam). 